# Olefirivka, Kremenciuk
Olefirivka (în ucraineană Олефірівка) este un sat în comuna Horîslavți din raionul Kremenciuk, regiunea Poltava, Ucraina.

## Demografie
Componența lingvistică a localității Olefirivka
     Ucraineană (90,11%)
     Rusă (8,79%)
     Belarusă (1,1%)
Conform recensământului din 2001, majoritatea populației localității Olefirivka era vorbitoare de ucraineană (90,11%), existând în minoritate și vorbitori de rusă (8,79%) și belarusă (1,1%).